# Stibadocerodes zherikhini
Stibadocerodes zherikhini är en tvåvingeart som beskrevs av Krzeminski 2001. Stibadocerodes zherikhini ingår i släktet Stibadocerodes och familjen mellanharkrankar. Inga underarter finns listade i Catalogue of Life.